# إيسوكي فوجيشيما
إيسوكي فوجيشيما (باليابانية: 藤嶋 栄介) (مواليد 16 أكتوبر 1987)، هو لاعب كرة قدم ياباني سابق كان يلعب كحارس مرمى.

## وصلات خارجية
- إيسوكي فوجيشيما على موقع رابطة كرة القدم اليابانية للمحترفين (اليابانية)
- إيسوكي فوجيشيما على موقع قاعدة بيانات كرة القدم.إي يو (الإنجليزية)
- إيسوكي فوجيشيما على موقع Soccerway.com (الإنجليزية)
- إيسوكي فوجيشيما على موقع عالم كرة القدم.نت (الإنجليزية)